# David Pavelka
David Pavelka, né le 18 mai 1991 à Prague en Tchéquie, est un footballeur international tchèque, qui évolue au poste de milieu de terrain au Sparta Prague.

## Biographie

### Carrière en club
Né à Prague en Tchéquie, David Pavelka est formé par l'un des clubs de la capitale, le Sparta Prague.
Avec les clubs du Sparta Prague et du Slovan Liberec, David Pavelka dispute 29 matchs en Ligue Europa, pour deux buts inscrits.
Le 10 juin 2020, il fait son retour au Sparta Prague. 

### Carrière internationale
David Pavelka compte cinq sélections avec l'équipe de Tchéquie depuis 2015,.
Il est convoqué pour la première fois en équipe de Tchéquie par le sélectionneur national Pavel Vrba, pour un match des éliminatoires de l'Euro 2016 contre le Kazakhstan le 3 septembre 2015. Le match se solde par une victoire 2-1 des Tchèques.
Pavelka marque son premier but en sélection le 26 mars 2019, ouvrant le score lors d'une défaite 1-3 contre le Brésil en amical.

## Palmarès
- Avec le Slovan Liberec
  - Vainqueur de la Coupe de Tchéquie en 2015